# Noam Gottesman
Noam Gottesman (Israele, maggio 1961) è un imprenditore israeliano con cittadinanza statunitense e inglese, miliardario, ex gestore di hedge fund e co-fondatore di GLG Partners. In seguito è entrato nel settore della ristorazione, investendo tra gli altri in Eleven Madison Park a New York City. È anche CEO di TOMS Capital.
Secondo Forbes 400,  Gottesman è tra le persone più ricche degli Stati Uniti con un patrimonio netto nel 2020 di 2,4 miliardi di dollari.
Gottesman proviene da una famiglia di collezionisti d'arte, ed è tra i 200 collezionisti più importanti secondo ARTnews. Possiede opere di Francis Bacon, Lucian Freud e Andy Warhol. 

## Biografia
Gottesman è nato nel maggio 1961 in una famiglia ebrea, figlio del presidente del Museo d'Israele Dov Gottesman. Ha conseguito una laurea presso la Columbia University nel 1986.

## Carriera
Gottesman ha lavorato presso l'ufficio londinese di Goldman Sachs e ne è diventato direttore esecutivo, gestendo al contempo portafogli azionari globali per il gruppo di clienti privati. Ha lasciato Goldman Sachs nel 1995, con Pierre Lagrange e Jonathan Green, per fondare insieme a loro GLG Partners. La società ha continuato a gestire 24,6 miliardi di dollari ed è diventata un'entità quotata alla Borsa di New York (novembre 2007). 
Nell'ottobre 2010 Gottesman e i suoi soci hanno venduto la società al Man Group per 1,6 miliardi di dollari. Gottesman ha continuato a ricoprire il ruolo di co-CEO di GLG fino al gennaio 2012, quando è diventato presidente non esecutivo per le attività di GLG negli Stati Uniti. Gottesman è l'amministratore delegato della società di investimento TOMS Capital.
Una volta residente a New York, Gottsman ha acquisito i ristoranti Eleven Madison Park, votato il ristorante numero 1 al mondo dalla rivista The World's 50 Best Restaurants, e Shuko, che il New York Magazine ha votato come "miglior sushi di New York". Possiede anche Nomad e l'omonimo veicolo di investimento chiamato "Nomad" (di cui è co-fondatore), che ha acquistato Iglo Group, fornitore di prodotti surgelati Birds Eye.
È membro del consiglio di amministrazione della Columbia University e della Tate Gallery Foundation.  Gottesman fa parte del Consiglio di presidenza del Metropolitan Museum of Art e del Consiglio Internazionale del Museum of Modern Art. Ha fatto parte del consiglio di amministrazione del New York-Presbyterian Hospital dal 2017.

## Vita privata
Gottesman sposò Geraldine Gottesman ed ebbe quattro figli. In seguito hanno divorziato.
Nel 2014 usciva con l'attrice Lucy Liu. Nel 2015, Gottesman ha sposato Bianca Dueñas, direttrice delle vendite dello stilista Reed Krakoff.